# Samhällsinstitution
Samhällsinstitution eller social institution är inom samhällsvetenskapen ett system av normer och regler som strukturerar mänskligt handlande till bestående eller återkommande beteendemönster. Listan på samhällsinstitutioner kan göras lång, men traditionellt har de huvudsakliga institutionerna utgjorts av kungamakten, krigsmakten, kyrkan, dess moral och familjen. Moderna samhällsinstitutioner utgörs av privata företag, offentliga myndigheter, media och icke- vinstdrivande organisationer.